# Проминь (компьютер)
«Про́минь» (укр. Промінь — луч) — серия малогабаритных электронных вычислительных машин для инженерных расчётов, одна из первых машин такого класса. В машине использовалась память на металлизированных перфокартах и ступенчатое микропрограммное управление. В серию входили ЭВМ «Проминь», «Проминь-М» (1965) и «Проминь-2» (1967).
Разрабатывалась Институтом кибернетики АН Украины с 1958 года под руководством академика Глушкова, в 1963 году запущена в серийное производство на Северодонецком приборостроительном заводе.
В 1965 году на основе ЭВМ «Проминь» была создана первая советская (и одна из первых в мире) малая ЭВМ — МИР.

## Проминь
Первая машина «Проминь» работала в двоично-десятичной системе счисления с 5 десятичными знаками мантиссы и одним знаком порядка. Объём оперативного запоминающего устройства составлял 140 слов. Команды в систему вводились посредством штекеров, или могли быть записаны на металлические перфокарты (по 10 на каждую карту). Объём запоминающего устройства команд — 100 команд; из них 80 — для сохранения команд и промежуточной информации, 20 — для сохранения констант. Система команд — одноадресная. Набор команд состоял из 32 операций. Средняя скорость вычислений составляла 1000 операций сложения или 100 операций умножения в минуту.
Ввод числовой информации осуществлялся с клавиатуры. Вывод осуществлялся на табло с десятичными индикаторными лампами.
Характерная особенность машины, которая затем была существенно развита в ЭВМ серии «МИР» — микропрограммное выполнение вычислений элементарных функций. Микропрограммы были записаны в микропрограммную матрицу. В состав математического обеспечения машины входили программы решения дифференциальных уравнений методом Рунге — Кутты, программы вычисления корней и экстремумов нелинейных алгебраических и трансцендентных функций, программы интерполяции по методу Ньютона, программы решения линейных уравнений и ряд других.

## Проминь-М
«Проминь-М» — модифицированный вариант машины «Проминь» — отличался от неё более развитой системой команд, улучшением качества микропрограмм, развитыми структурами микропрограммного управления, что позволило в 3—4 раза ускорить выполнение элементарных операций. В комплектацию машины также было включено печатное устройство.

## Проминь-2
«Проминь-2» предназначалась для автоматизации инженерных расчётов средней сложности в конструкторских бюро научно-исследовательских институтов.
Кроме арифметических операций, вычисление корней, вычисление трансцендентных функций (прямые и обратные тригонометрические, гиперболические, логарифмы, вычисления экспоненты), а также вычисления скалярного произведения векторов до 30-го ранга, систем линейных алгебраических уравнений до 8-го порядка.
Выполнена из типовых субблоков в форме стола с верхней панелью, на которой расположены органы управления, а также запоминающее устройство команд.
Запоминающее устройство чисел в два раза больше, чем у «Проминь-М», запоминающее устройство команд больше в 1.6 раза.
Ввод чисел в память производится при помощи полноразмерной клавиатуры. Результат отображается на индикаторных лампах или выводится на печатающее устройство (ЦПУ).
Структура команды — одноадресная, система счисления — десятичная, способ представления чисел — с плавающей запятой, разрядность чисел — 5 разрядов мантиссы и 1 разряд порядка, диапазон чисел — от 10·10−10 до 1·109. Быстродействие — 1000 сложений в секунду, 100 умножений в секунду, 1—2 операции вычисления функций в секунду.
Объём запоминающего устройства команд — 160 оперативных ячеек и 512 пассивных ячеек; количество выполняемых операций — 32. Габаритные размеры — 1270×908×780 мм. Цена — 18 тыс. рублей.